# A magyar egészségügy napja
A magyar egészségügy napja (másik nevén Semmelweis-nap vagy Semmelweis Ignác-nap) egy 1992 óta, minden év július 1-jén megtartott ünnepnap Magyarországon. 1818-ban ezen a napon Budán, a Tabánban született Semmelweis Ignác magyar orvos, az „anyák megmentője”, aki kiemelkedő szerepet játszott a gyermekágyi láz leküzdésében, oka empirikus felfedezésében.

## Története
1992 márciusában az országgyűlés XXIII. törvénye, amely a köztisztviselők és kormánytisztviselők napja megállapításával egyező napra, július elsejére megalapította ezt az emléknapot is. Ezen a napon minden évben szakmai elismeréseket adnak át az egészségügyben és ünnepi megemlékezéseket tartanak az ország területén. Az ünnepnap környékén adományozzák többek között a Semmelweis Egyetem Kopp Mária-médiadíját, a Professor Emerita és Emeritus címeit, valamint ekkor nevezik ki az intézmény tisztségviselőit is.

## Munkaszüneti nappá nyilvánítása
2010 novemberében Réthelyi Miklós, Magyarország nemzetierőforrás-minisztere törvénymódosító javaslatot nyújtott be az Országgyűléshez, amelyben a Semmelweis-nap munkaszüneti nappá nyilvánítását kérte a következő indoklással: „az egészségügyi dolgozók által végzett munka elismerését, presztízsének emelését szolgálja”. A javaslat az egészségügyi tevékenység végzésének egyes kérdéseiről szóló 2003. évi LXXXIV. törvény 15/B. §-ával való kiegészítését foglalta magában a következőképpen: „július 1-je Semmelweis nap, amely az egészségügyi szolgáltatóknál foglalkoztatási jogviszonyban álló egészségügyi dolgozókra és egészségügyben dolgozókra kiterjedően munkaszüneti nap”. A javaslatnak köszönhetően 2011. január 1-jén a kiegészítés hatályba lépett, így július 1-je 2011-től munkaszüneti napnak számít az egészségügyi dolgozók és az egészségügyben dolgozók számára Magyarországon.